# 舌炎
舌炎（ぜつえん、glossitis）は、口腔内の炎症疾患の一種であり、舌の組織が炎症を起こす状態を指す。舌炎にはいくつかの種類があり、その原因や症状は異なるが、一般的に舌の痛みや腫れ、発赤などが見られる。

## 舌炎の主な種類
舌炎の主な種類には次のようなものがある。
- 単純性舌炎 - 口内炎の一種で、舌の表面にできる小さな潰瘍が特徴。通常はストレスや体調不良、口内の傷などが原因となる。

- 舌苔状舌炎（ぜったいじょうぜつえん） - 舌の表面に白い苔状の塊が付着し、舌が荒れたような状態になる。口腔内のバランスが崩れたり、口腔内の衛生状態が悪化することで起こることがある。

- 真菌性舌炎 - 口腔内の真菌感染が原因で発生する。特にカンジダ菌によるものが多い。免疫力が低下したり、抗生物質の使用などが原因となる。